# لوکاس ساتکمپ
لوکاس ساتکمپ (به انگلیسی: Lucas Saatkamp) (زاده ۶ مارس ۱۹۸۶) بازیکن تیم ملی والیبال برزیل و باشگاه سائو پائولو است.
لوکاس یکی از بهترین مدافع‌های وسط و سرعتی زن‌های والیبال است، او تا کنون دو طلای لیگ جهانی و یک مدال نقره المپیک و یک طلای قهرمانی جهان را با برزیل به دست آورده است.. ساتکمپ در المپیک ریو ۲۰۱۶ نیز به همراه دیگر بازیکنان برزیل به مدال طلا دست یافت.سرویس های قدرتی در جا وی مشهور است.